# Halictus tuberculatus
Halictus tuberculatus är en biart som beskrevs av Blüthgen 1925. Halictus tuberculatus ingår i släktet bandbin, och familjen vägbin. Inga underarter finns listade i Catalogue of Life.